# Łazice
Łazice (niem. Tannenhof) – wieś sołecka w Polsce położona w województwie zachodniopomorskim, w powiecie drawskim, w gminie Czaplinek. W latach 1975–1998 miejscowość administracyjnie należała do województwa koszalińskiego. W roku 2007 wieś liczyła 36 mieszkańców.
Wieś wchodząca w skład sołectwa: Piekary.
Osady wchodzące w skład sołectwa: Karsno, Wełnica.

## Geografia
Wieś leży ok. 2,5 km na wschód od Czaplinka, między Czaplinkiem a Łubowem.

## Zabytki
Do wojewódzkiego rejestru zabytków wpisane są:
- leśniczówka z początku XIX wieku
- park leśny.